# Noël Bellemare
Pour les articles homonymes, voir Bellemare.
Noël Bellemare est un peintre et enlumineur français d'origine flamande, actif entre 1512 et 1546, d'abord à Anvers, puis à Paris à partir de 1515.
On lui attribue des cartons de vitraux ainsi que des miniatures. Une partie de ses enluminures ont été regroupées sous le nom de convention de Maître des Épîtres Getty, sans doute à la tête d'un atelier désigné par ailleurs sous le nom d'Atelier des années 1520.

## Éléments biographiques
Noël Bellemare est le fils d'un Anversois et d'une Parisienne. Sa présence est attestée à Anvers en 1512, mais on retrouve sa trace dès 1515 à Paris où il terminera sa carrière en 1546. Il est installé dans la ville en tant que peintre et enlumineur sur le pont Notre-Dame, aux côtés d'autres artistes et libraires.
Les archives documentent plusieurs commandes officielles à Paris : il peint le plafond de l'hôtel-Dieu en 1515, il décore l'entrée du pont Notre-Dame en 1531 pour l'entrée d'Éléonore d'Autriche, il est mentionné en 1536 comme peintre-enlumineur juré. Il prend en charge un décor du palais du Louvre en collaboration avec Matteo del Nassaro pour la venue de Charles Quint en 1540 et il réalise aussi des dorures au château de Fontainebleau.

## Style du peintre
Les premières œuvres du peintre sont influencées par le maniérisme anversois ainsi que par la gravure d'Albrecht Dürer. Par la suite, s'y substitue une influence des peintures de Raphaël ainsi que de Giulio Romano. Cette influence lui vient sans doute de la fréquentation de l'École de Fontainebleau qu'il côtoie en participant aux décors du château.

## Œuvres attribuées
Une seule œuvre est réellement attestée par les sources de la main de Noël Bellemare : il s'agit du carton d'un vitrail de la Pentecôte de l'église Saint-Germain-l'Auxerrois de Paris. Par analogie et comparaison stylistique, un ensemble d'enluminures et de cartons de vitraux lui sont attribués par l'historien de l'art Guy-Michel Leproux. Le corpus des enluminures qui lui sont attribuées a longtemps été désigné sous le nom de convention de maître des Épîtres Getty. Certaines des miniatures du Maître des Épîtres Getty sont postérieures à sa mort : il semble que ce même atelier a perduré quelque temps après sa disparition.
Ces œuvres ont aussi été regroupées un temps par l'historienne de l'art américaine Myra Orth dans un ensemble plus large de 25 manuscrits et sous le nom d'Atelier des années 1520. Bellemare pourrait en avoir été le chef. Parmi elles, les miniatures attribuées au Maître des Heures Doheny pourraient correspondre à une période plus ancienne du même peintre.

### Enluminures de manuscrits
Pour beaucoup, ces œuvres sont encore attribuées au Maître des Épîtres Getty du fait de la difficulté à distinguer la main du maître, qui pourrait être Noël Bellemare, des mains des autres collaborateurs.
- Heures Dutuit, livre d'heures à l'usage de Rome, entre 1526 et 1540 (entourage), Petit Palais, Paris[5],[6]
- Heures d'Anne de Montmorency, quelques miniatures attribuées à son entourage, musée Condé, Chantilly
- Miniatures des Heures Pichon, aujourd'hui dispersées entre le musée du Louvre (3), le Cleveland Museum of Art (3) et collections privées[7]
- Heures d'Anne d'Autriche, vers 1530, Bibliothèque nationale de France, NAL 3090[8]
- Épitres du Getty, vers 1520-1530, Getty Center, MS. LUDWIG I 15[9]
- Heures à l'usage de Rome, vers 1525-1530, British Library[10], Add.35318[11]
- Oraisons de Cicéron, traduction par Étienne Le Blanc, vers 1529-1530, manuscrit offert à François Ier, une miniature représentant le roi à la bataille de Marignan, BNF, Fr.1738[12]
- Heures à l'usage de Rome, vers 1530-1535, Pierpont Morgan Library, M.452[13]
- Livre d'heures de Claude de Guise, vers 1528-1549, Bibliothèque de l'Arsenal, Paris, Ms.654
- Statuts de l'ordre de Saint-Michel, vers 1528-1549, John Rylands Library, Manchester et bibliothèque municipale de Saint-Germain-en-Laye (ms.4)
- La Paraphrase d'Érasme de Roterdam sur l’évangile saint Mathieu, offert par René Fame à François Ier, 1539, Bibliothèque nationale de France, Fr.934[14]
- Livre d'heures d'Henri II, vers 1540-1549, dispersé entre la BNF (Ms.Lat.1429), le musée Marmottan-Monet (Wildenstein 159) et une collection particulière (passé en vente à Londres, Sotheby’s 2 décembre 1997, lot 35)
- Enluminures du Livre d'heures de François Ier acquis par le musée du Louvre en 2018.
- Heures de Jean II de Mauléon, Baltimore, Walters Art Museum Ms. W 449.
- Pontifical romain aux armes de Jean II de Mauléon, évêque de Saint-Bertrand-de Comminges (1523-1551), sur un texte d'Agostino Patrizi Piccolomini publié en 1485, réalisé entre 1525 et 1530[15]. Le pontifical a été réalisé en deux volumes se trouvant à la Bibliothèque nationale de France, Latin 1226-1 et Latin 1226-2. L'attribution à Jean de Mauléon a été faite grâce à son blason. Les deux livres ont été acquis par la Bibliothèque du roi en 1740. Le deuxième volume comprend une miniature en pleine page représentant Notre-Dame-de-Paris.
- Heures Rosenwald, Washington, Bibliothèque du Congrès[16], Ms. 52.
- Heures à l'usage de Rome dites Heures Smith Lesouëf[17], Bibliothèque nationale de France, Smith-Lesouëf 42
- Heures d'Albiac, collection particulière.
- Heures de Jean Lallement le Jeune, seigneur de Marmagne[18], La Haye, Bibliothèque royale, Ms. 74 G 38

Enluminures de Noël Bellemare
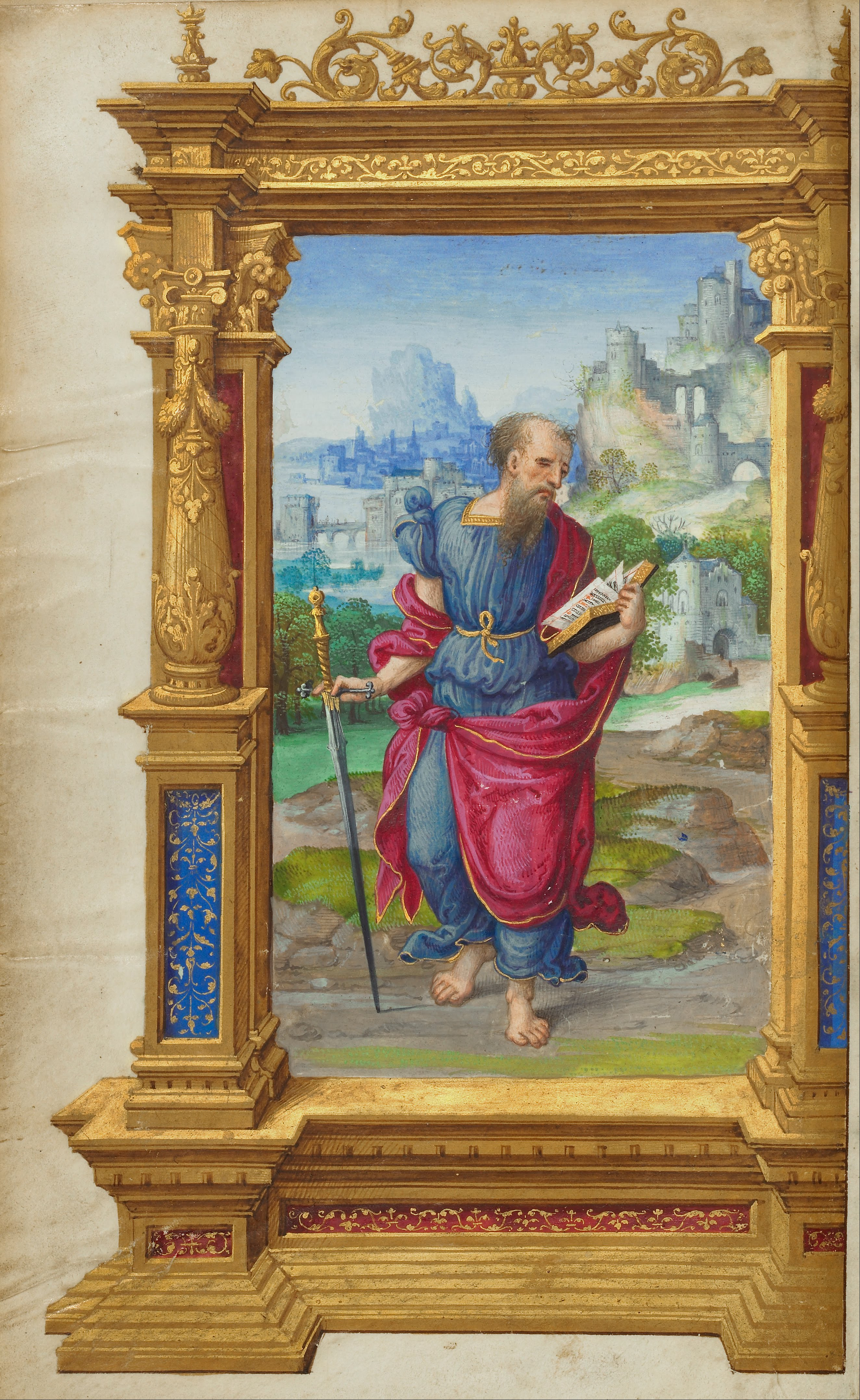
Épîtres de saint Paul, Getty Center.
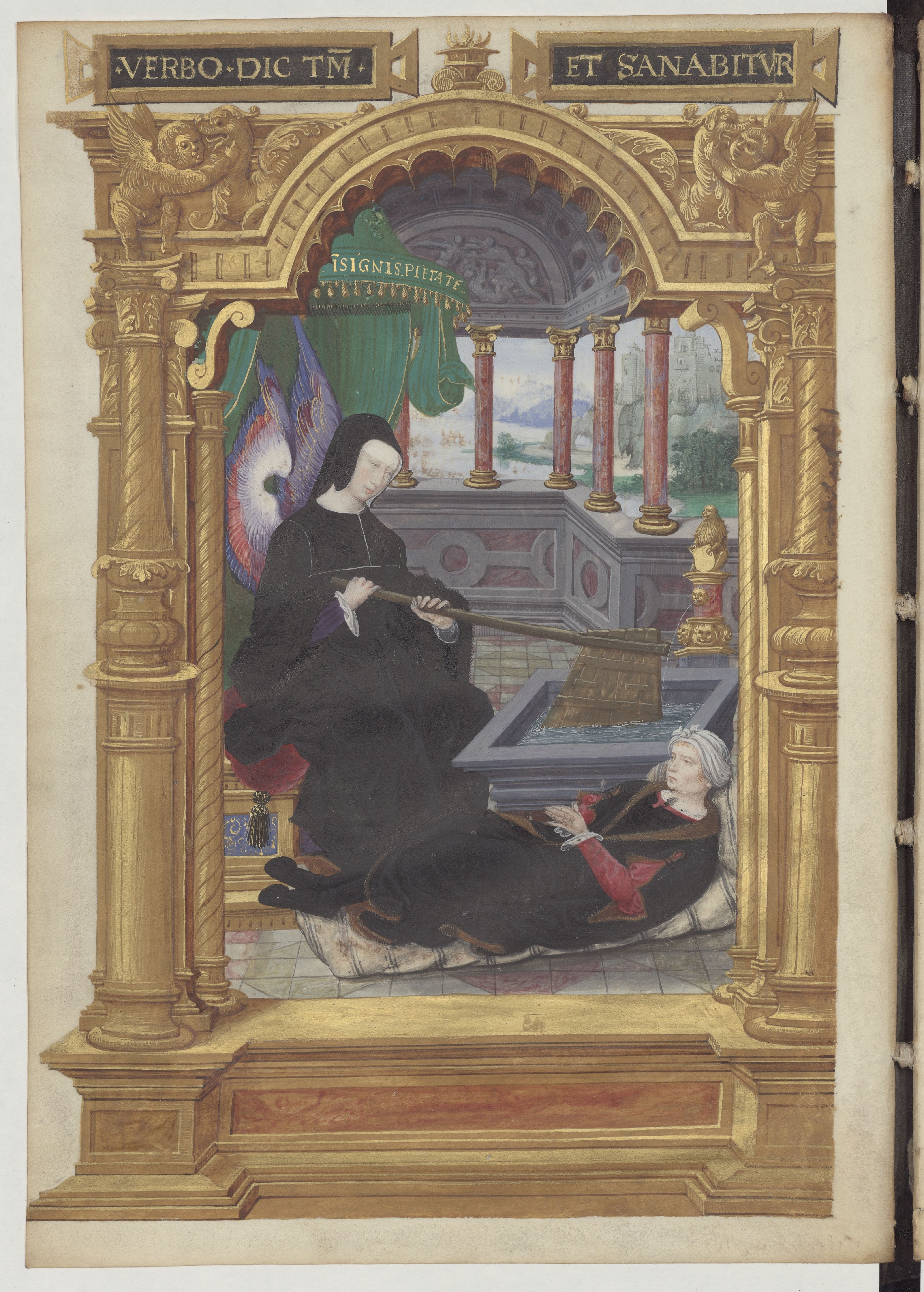
Louise de Savoie tenant un gouvernail, symbole de la régence (vers 1520-1522), miniature attribuée à Noël Bellemare tirée de la Gestes de Blanche de Castille, BnF.
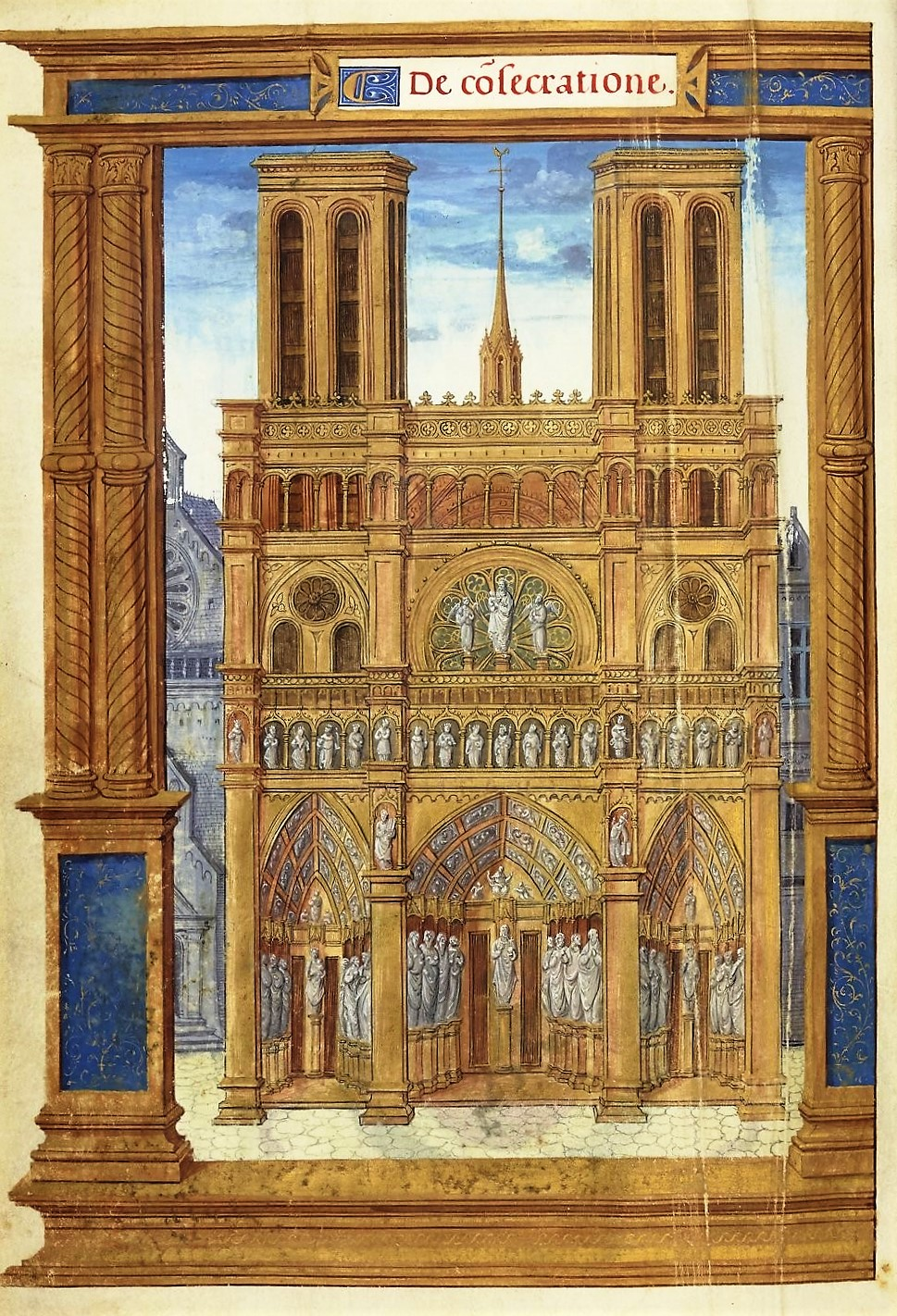
Notre-Dame de Paris Pontifical romain aux armes de Jean II de Mauléon, BnF.
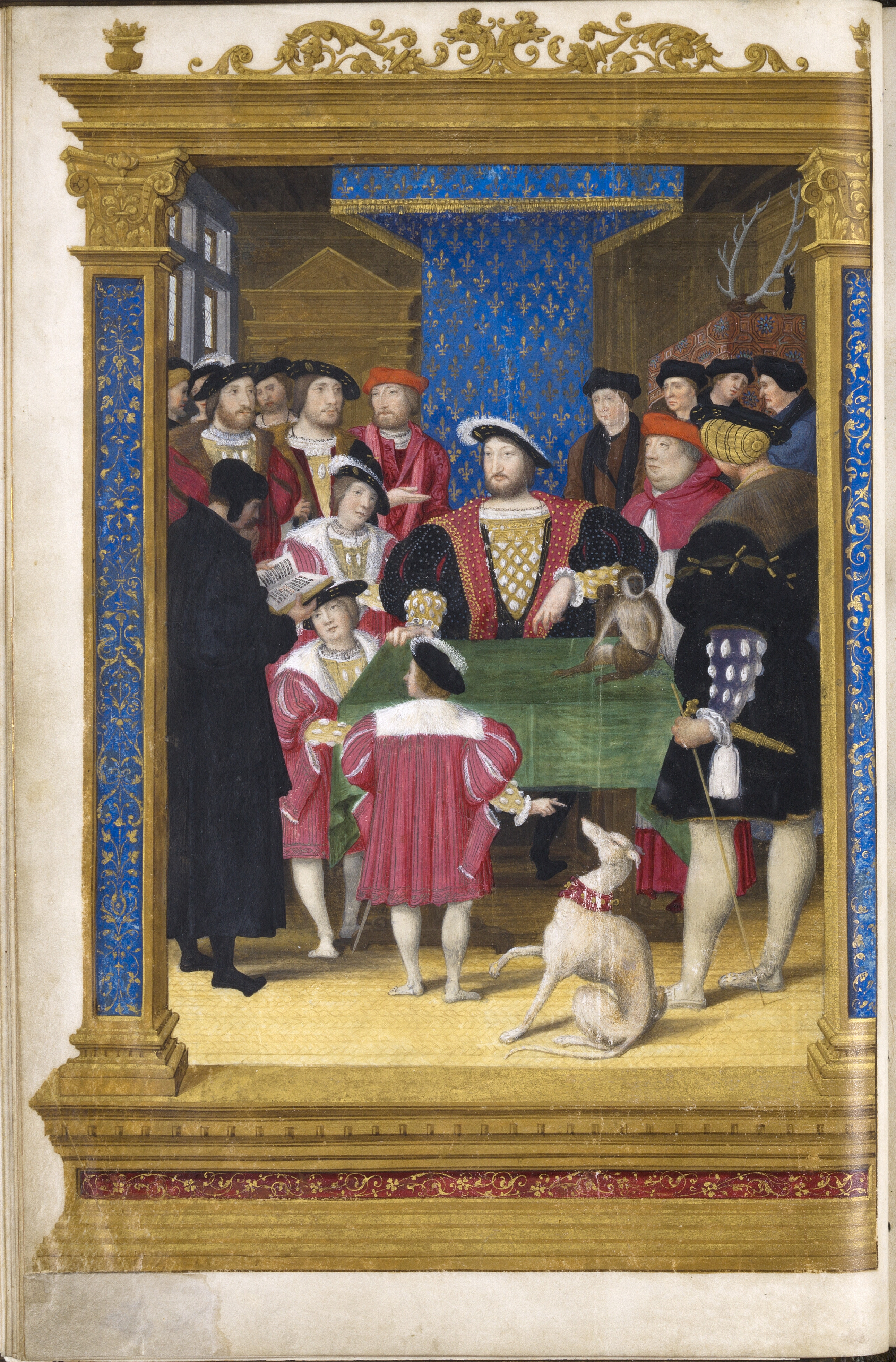
Lecture par Antoine Macaut devant François Ier et sa cour. Histoire universelle de Diodore de Sicile, miniature d'après Jean Clouet, musée Condé.

### Cartons de vitraux
Noël Bellemare est l'auteur probable ou avéré des cartons de vitraux réalisés par le maître-verrier Jean Chastellain :
- verrières de l'ancienne église du Temple de Paris, aujourd'hui dispersées (1 au Musée des Beaux-Arts d'Anvers, 2 à l'Hôtel de ville de Bristol, et 4 au Southwell Minster), vers 1528-1529
- La Sagesse de Salomon de l'église Saint-Gervais-Saint-Protais de Paris, 1531
- La Pentecôte et L'incrédulité de saint Thomas, église Saint-Germain-l'Auxerrois de Paris, 1532-1533
- vitrail des alérions de la collégiale Saint-Martin de Montmorency
- vitraux de la nef de l'église Saint-Martin de Triel-sur-Seine
- Histoire de Joseph, provenant de l'ancienne église Saint-Denys de Coulommiers
- Le Saint Nom de Jésus, église Saint-Étienne-du-Mont, vers 1540
- Verrière des actes des apôtres, église Saint-Merri de Paris, vers 1540
- Verrières de l'abside de l'église Saint-Aspais de Melun (en collaboration avec Gauthier de Campe)[19]
- Marie Salomé, Marie-Madeleine, Écouen, musée national de la Renaissance[20]
- L'Évêque de Lisieux portant la Notre-Dame d'Argent, Paris, musée Carnavalet[21]
- La Lamentation, Anvers, musée royal des beaux-arts d'Anvers[22]

Cartons pour la réalisation des vitraux
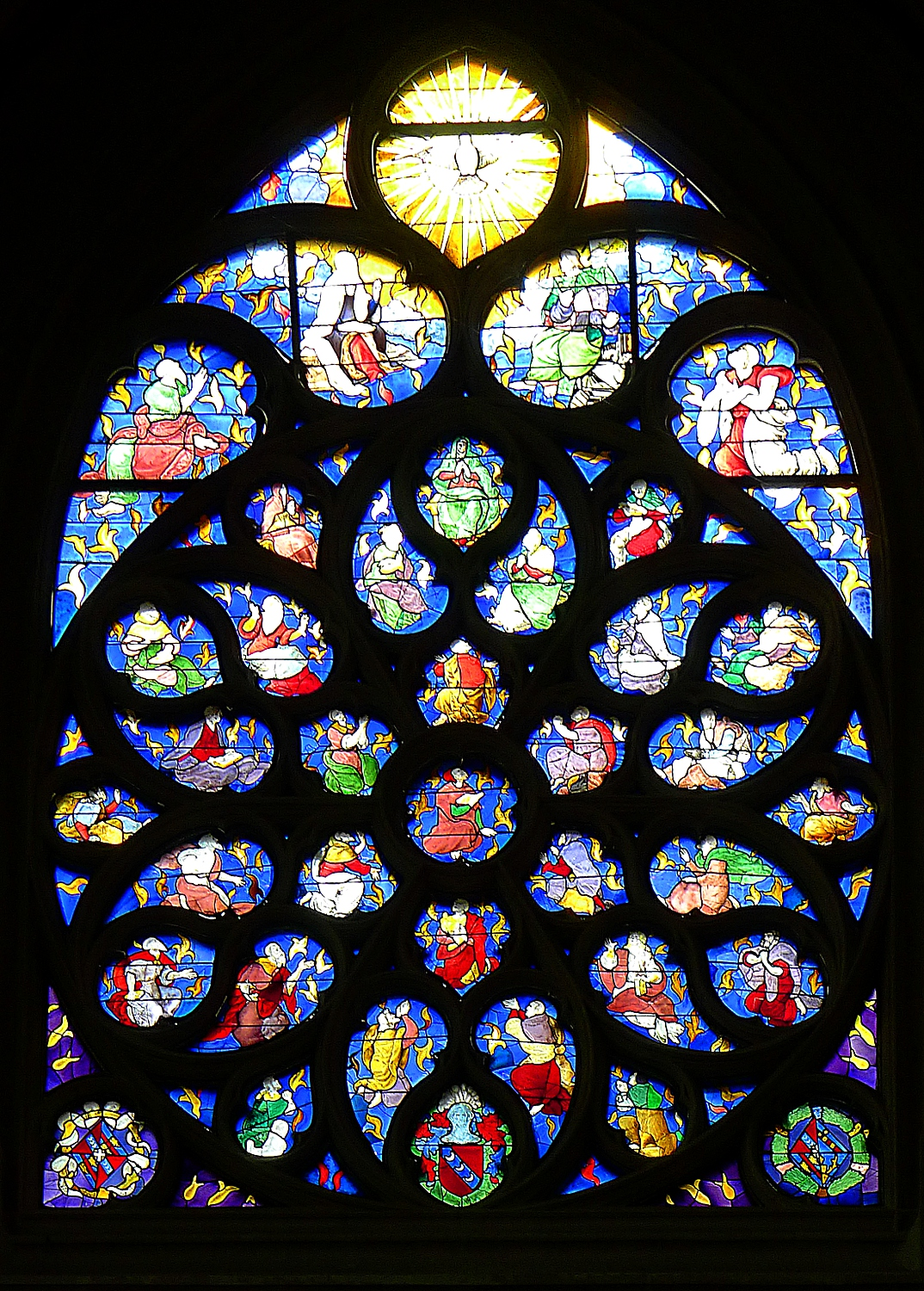
Vitrail de la Pentecôte, église Saint-Germain-l'Auxerrois de Paris.
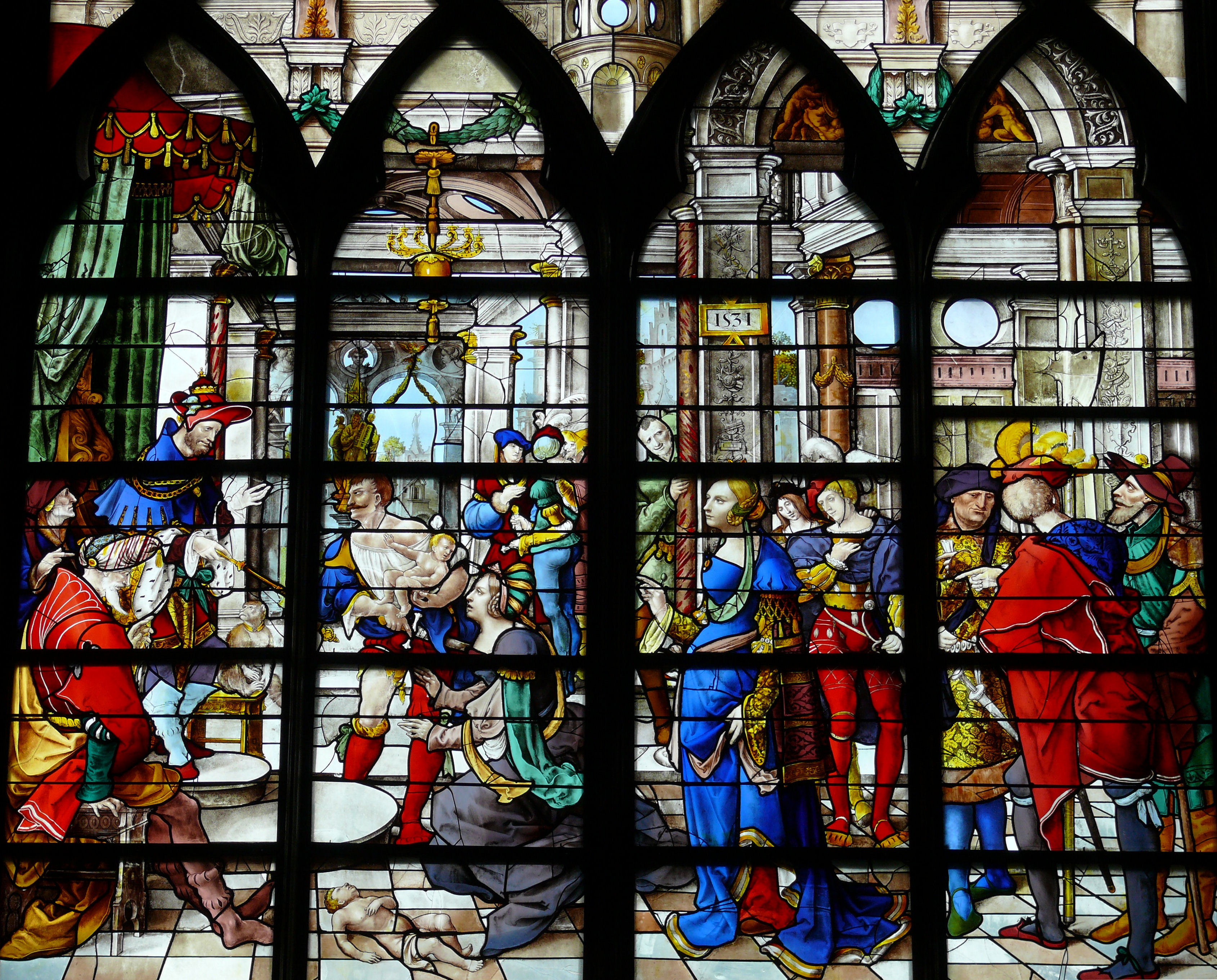
Vitrail de la justice de Salomon, église Saint-Gervais-Saint-Protais, Paris.
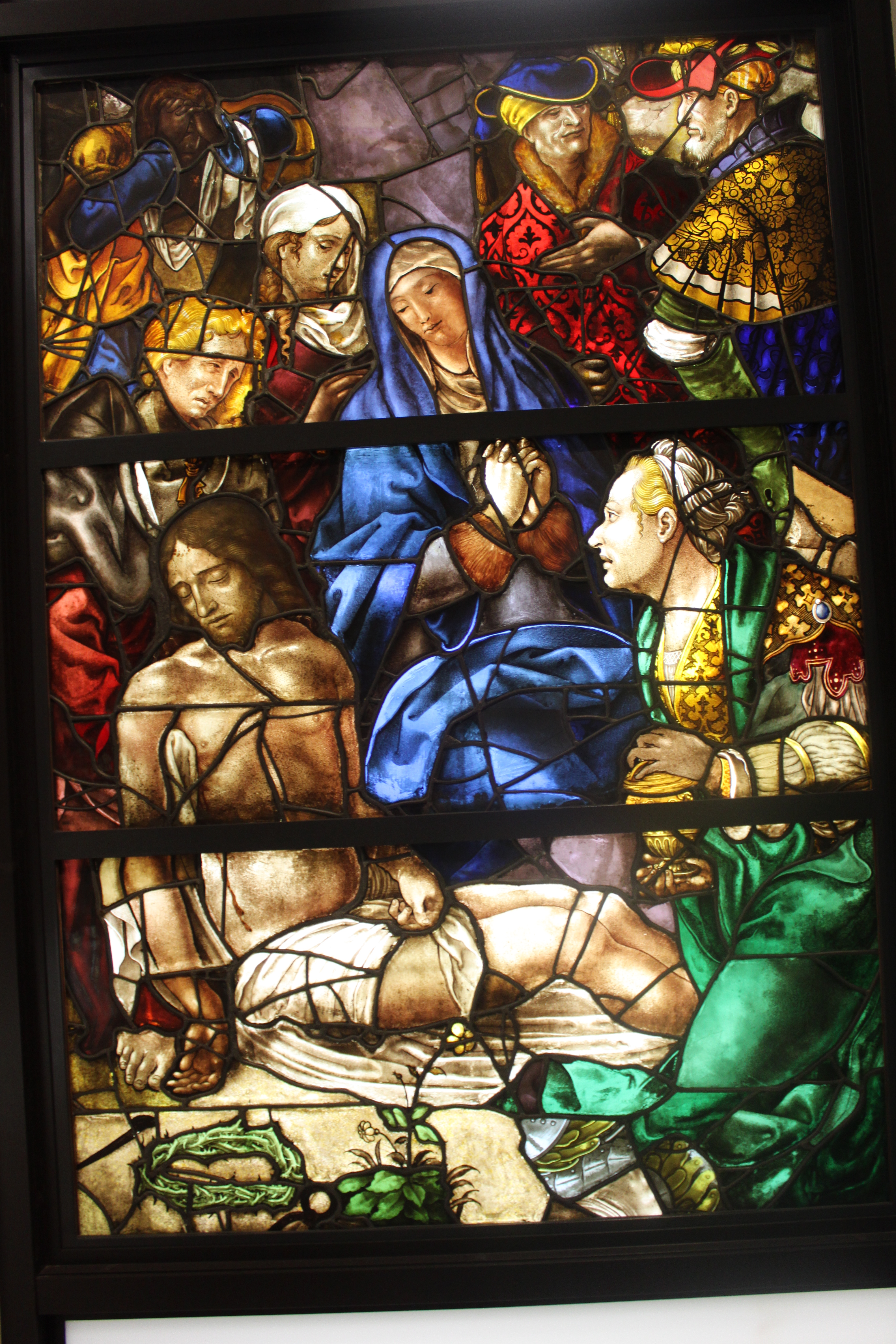
La Lamentation, musée royal des Beaux-Arts, Anvers.

### Peintures
- Deux panneaux d'un triptyque de la Vierge, musée des beaux-arts de Nancy[23]
- Retable de la Passion, église Saint-Gervais-Saint-Protais (Paris)[24]
- Triptyque de la vie de la Vierge, église Saint-Martin d'Auxey-Duresses[25] (inspiré de cartons réalisés par des collaborateurs de Noël Bellemare)
- Saint Jean au pied de la croix, avec l'évêque François Poncher en donateur, huile sur bois, vers 1519-1529, musée national de la Renaissance, château d'Écouen[26]
- L'Adoration des Mages avec le donateur Philippe de Villiers de L'Isle-Adam, huile sur bois, vers 1521, Kunstmuseum, Bâle[27]
- La Déploration du Christ, église de Chouzé-sur-Loire[28]

Peintures de Noël Bellemare et de son entourage
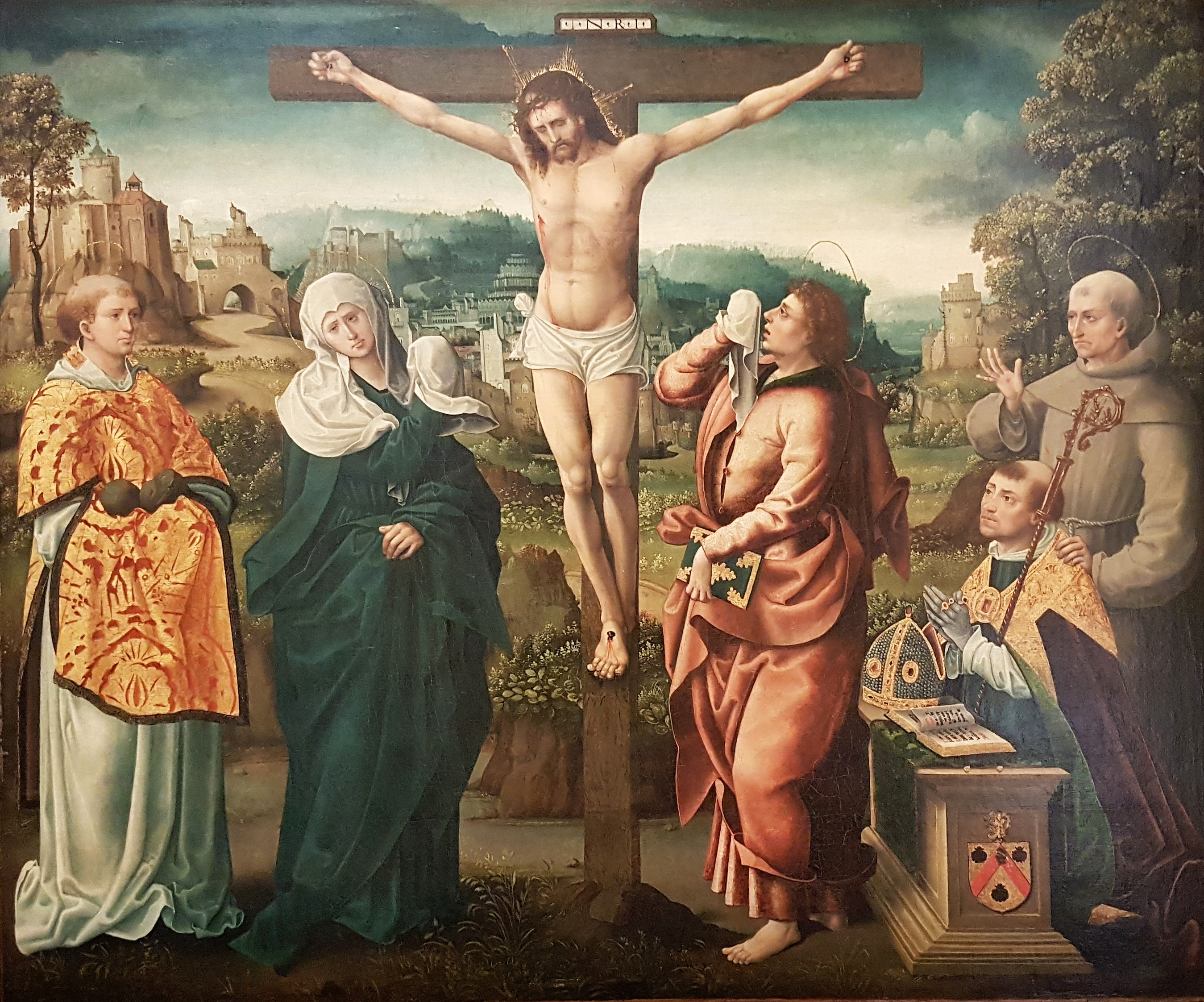
Le Calvaire avec François Poncher en prière, musée de la Renaissance, Écouen.
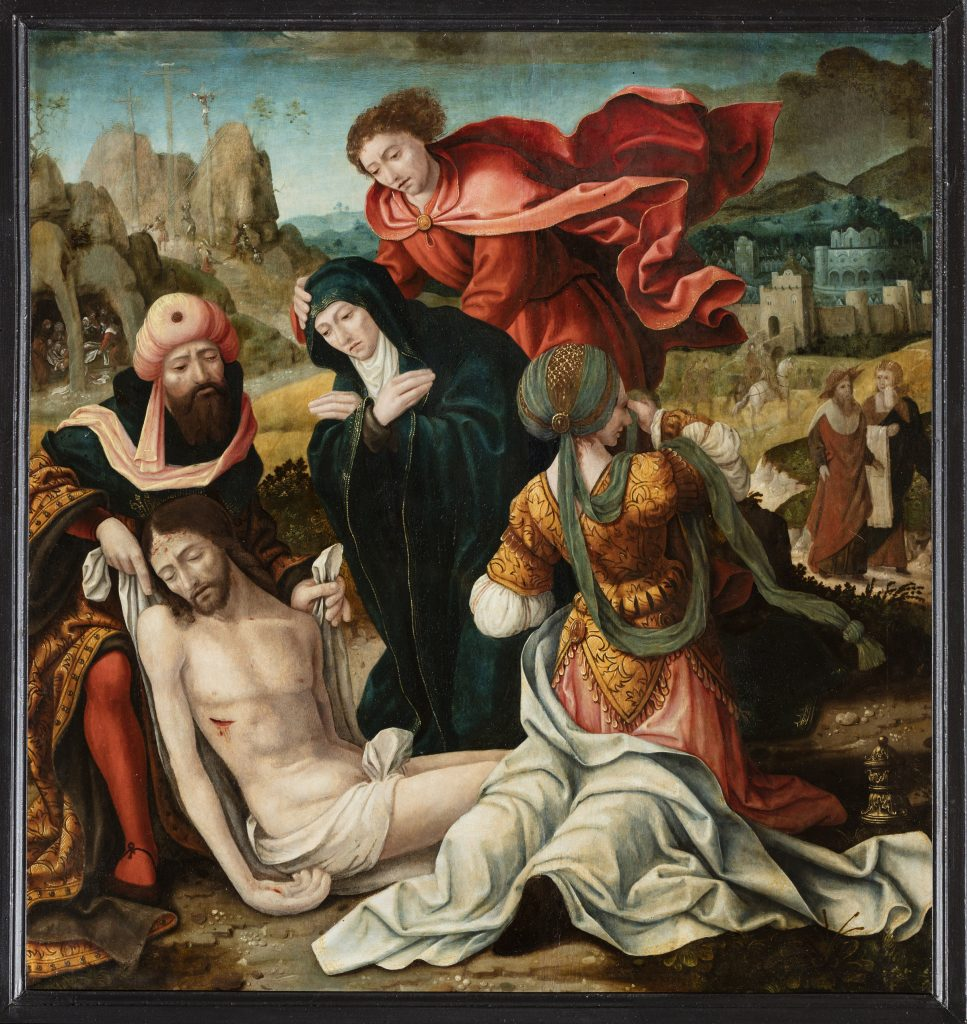
Déposition de Croix, église Saint-Pierre de Chouzé-sur-Loire.